# Drogenszene
Als Drogenszene bezeichnet man ein soziales Milieu von Konsumenten meist illegaler Drogen.
Der Konsum erlaubter Drogen wie Alkohol findet im deutschsprachigen Raum häufig öffentlich statt und wird gesellschaftlich weitestgehend toleriert. Er ist außerdem so weit verbreitet, dass er unabhängig von sozialen Milieus in den verschiedensten Bevölkerungsgruppen stattfindet. Auch der Konsum der meisten verbotenen Drogen findet oft kontrolliert statt, da diese kaum oder gar nicht abhängig machen können (z. B. Cannabis, MDMA oder Psychedelika), und ist daher so gut wie gar nicht an bestimmte soziale Milieus gebunden. Lediglich der Konsum stärker abhängig machender illegaler Drogen wie Crystal Meth oder Heroin hat regelmäßig Verwahrlosung und damit Ausgrenzung zur Folge, was die Bildung einer Drogenszene befördert. Der einzige Ort Deutschlands, an dem der Konsum harter illegaler Drogen einer größeren Gruppe dauerhaft deutlich erkennbar ist, ist die Heroinabhängigenszene am Frankfurter Hauptbahnhof. Solche Drogenszenen, in denen verbotene Drogen trotz ihres Verbots nicht heimlich, sondern öffentlich konsumiert werden, bezeichnet man als öffentliche Drogenszenen oder offene Drogenszenen.
Die Strafverfolgungsbehörden der DACH-Länder versuchen regelmäßig, offene Heroinszenen durch Polizeieinsätze zu bekämpfen. Diese bewirken jedoch meistens nur örtliche Verlagerungen. Ein Beispiel für eine gescheiterte Verdrängung ist der als „Needle Park“ bekannte Platzspitz in Zürich. Nach der Sperrung des Parks 1992 verlagerte sich die Szene in den benachbarten Oberen Letten. Die Entfernung der weltweit bekannten offenen Heroinszene am Berliner Bahnhof Zoo verlagerte sie nach Kreuzberg in den Görlitzer Park.
Seit den 1990er Jahren werden die Rufe lauter, Abhängigen zum Beispiel mit Konsumräumen, Entzugsprogrammen oder psychosozialer Unterstützung zu helfen, anstatt ihre oft aussichtslose Lage durch Kriminalisierung zu verschlimmern.